# Chromocryptus teres
Chromocryptus teres är en stekelart som beskrevs av Porter 1985. Chromocryptus teres ingår i släktet Chromocryptus och familjen brokparasitsteklar. Inga underarter finns listade i Catalogue of Life.